# Molophilus cramptoni
Molophilus cramptoni là một loài ruồi trong họ Limoniidae. Chúng phân bố ở miền Tân bắc.